# Christiansburg (Varel)

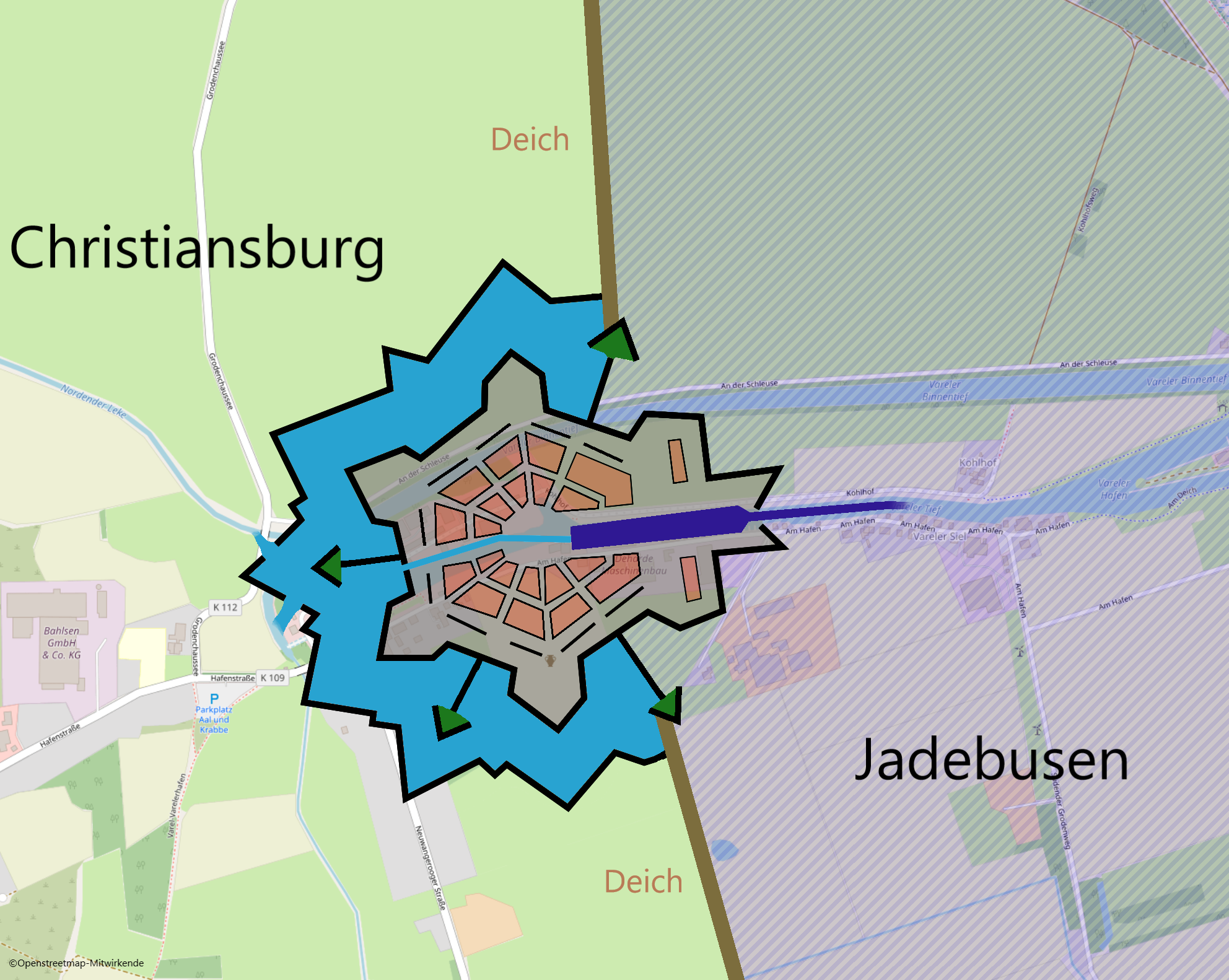
Christiansburg Varel

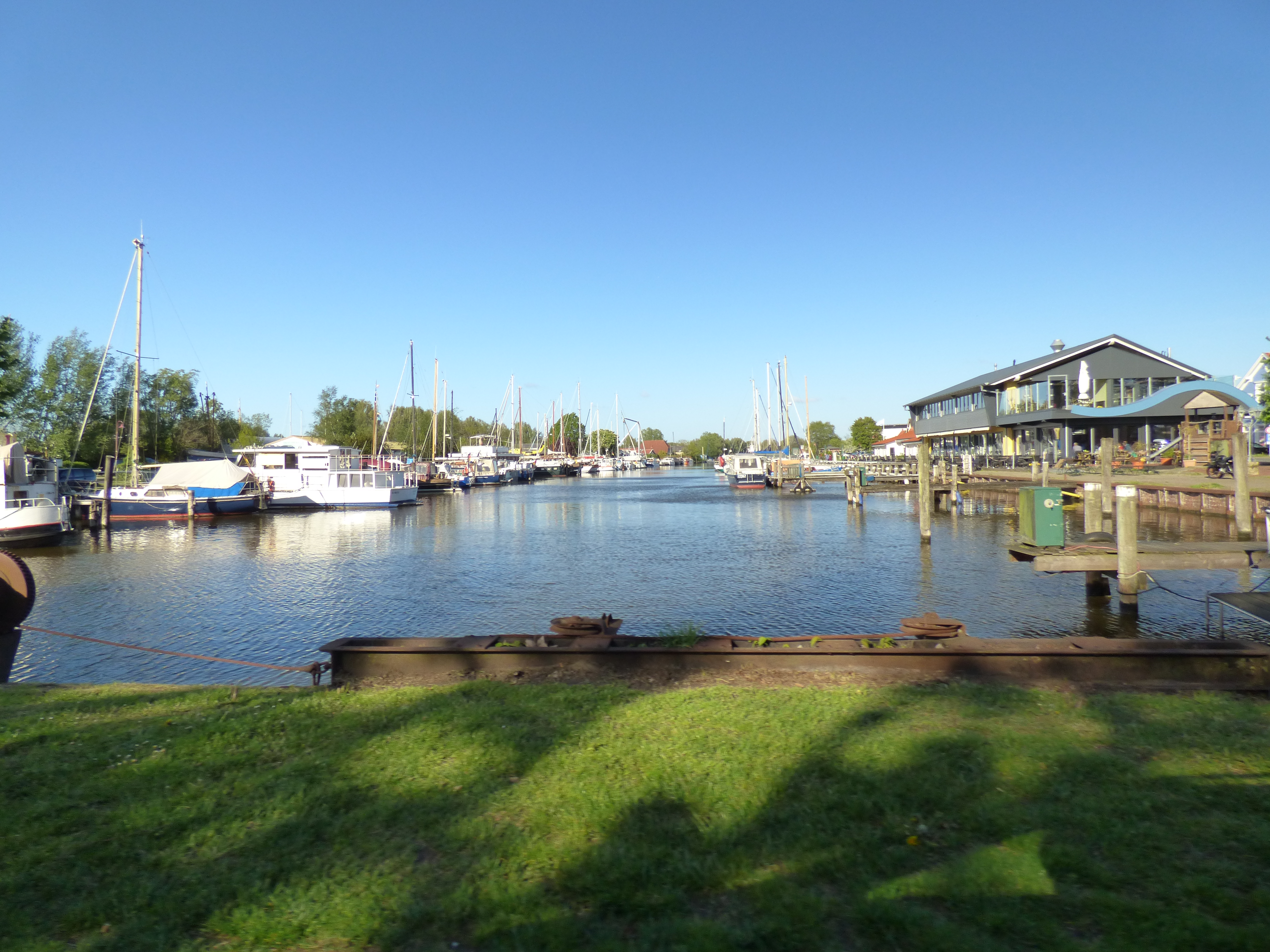
Der heutige Vareler Hafen geht auf die Christiansburg zurück.

Die Christiansburg war eine von Dänen errichtete Festungsanlage mit Seehafen bei Varel, mit deren Bau 1681 begonnen wurde. Die Festung wurde nach ihrem Erbauer, dem dänischen König Christian V., benannt, der nach dem Tode des Oldenburger Grafen Anton Günther die Grafschaft Oldenburg geerbt hatte. Aufgrund von Fehlplanungen verschlickte der innerhalb der Festung errichtete Seehafen schnell, so dass die Festung bereits 1694 wieder aufgegeben werden musste. Bis 1696 wurden alle Gebäude abgebrochen und die Festungsgräben verfüllt. An die Festungsanlage erinnern heute nur Wallreste südlich des Vareler Hafens und das Hafenbecken des Vareler Hafens selbst, der Teil der Festungsanlage war.

## Geschichte
Nach dem Tod des Oldenburger Grafen Anton Günther fiel die Grafschaft Oldenburg an seinen Verwandten, den König von Dänemark Christian V., da Anton Günther keine legitimen Erben besaß. Seinem unehelichen, aber durch Kaiser Leopold I. legitimierten Sohn, dem späteren Grafen Anton I. von Aldenburg, übertrug er bereits 1654 das Amt Varel, 1658 die Herrschaft Kniphausen, die beide somit nicht mehr Bestandteil der Grafschaft Oldenburg waren. Der dänische König erkannte diese Regelung jedoch nicht an und baute nach dem Tod von Anton I. die Festungsstadt direkt vor den Toren Varels, um seine dänische Herrschaftsansprüche zu untermauern.
Die Bestrebungen des dänischen Königs trafen allerdings auf großen Widerstand seitens der Mutter Antons II., des einzigen männlichen Erben von Anton I. von Aldenburg, der erst sieben Monate nach dem Tod seines Vaters geboren wurde. Erst nach längeren Verhandlungen kam es im „Aldenburger Traktat“ von 1693 zu einer einvernehmlichen Regelung. In dieser musste die aldenburgische Familie einige Besitztümer abgeben, durfte aber die Edle Herrschaft Varel behalten, musste jedoch die oldenburgische und damit die dänische Landeshoheit anerkennen.
Mit der Einigung entfiel die politische Zielsetzung für den Bau der Festung. Da der innerhalb der Christiansburg errichtete Seehafen aufgrund von Fehlplanungen schnell verschlickte und der Zugang zum Hafen innerhalb der Festung nur mit erheblichen Investitionen gewährleistet werden konnte, entschloss man sich zur Aufgabe der Festungsanlage.

## Lage und Größe
Die Festungsanlage Christiansburg wurde östlich von Varel an der damaligen Vareler Anlege- und Hafenstelle am Jadebusen errichtet. Dabei bezog man die Deichlinie und das vorhandene Siel in die Festung ein. Die Anlage hatte einem Durchmesser von etwa 1200 Metern und wurde als sternförmige Stadtanlage mit Hafen und Wallgräben nach Vorbild ähnlicher dänischer Festungen konzipiert.
Der auch bei Ebbe wasserführende Hafen lag innerhalb der Festung und sollte ursprünglich durch die Fließgewässer der Nordender Leke und Südender Leke von einer Verschlickung freigehalten werden. Die Dänen unterschätzten dabei die Probleme durch die Gezeiten in den flachen Wattgebieten der südlichen Nordsee. Die Hafenzufahrt erhielt entgegen den ersten Planungen eine Schleuse, um das Wasser bei Ebbe innerhalb des Hafens zu halten. Hafen, Wallgräben und Fahrrinne verschlickten dadurch zusehends.